# Мирчев, Димче
Димче Мирчев (макед. Димче Мирчев; 13 ноября 1914, Велес — 7 апреля 1944, Кавадарци) — югославский македонский партизан Народно-освободительной войны Югославии, Народный герой Югославии.

## Биография

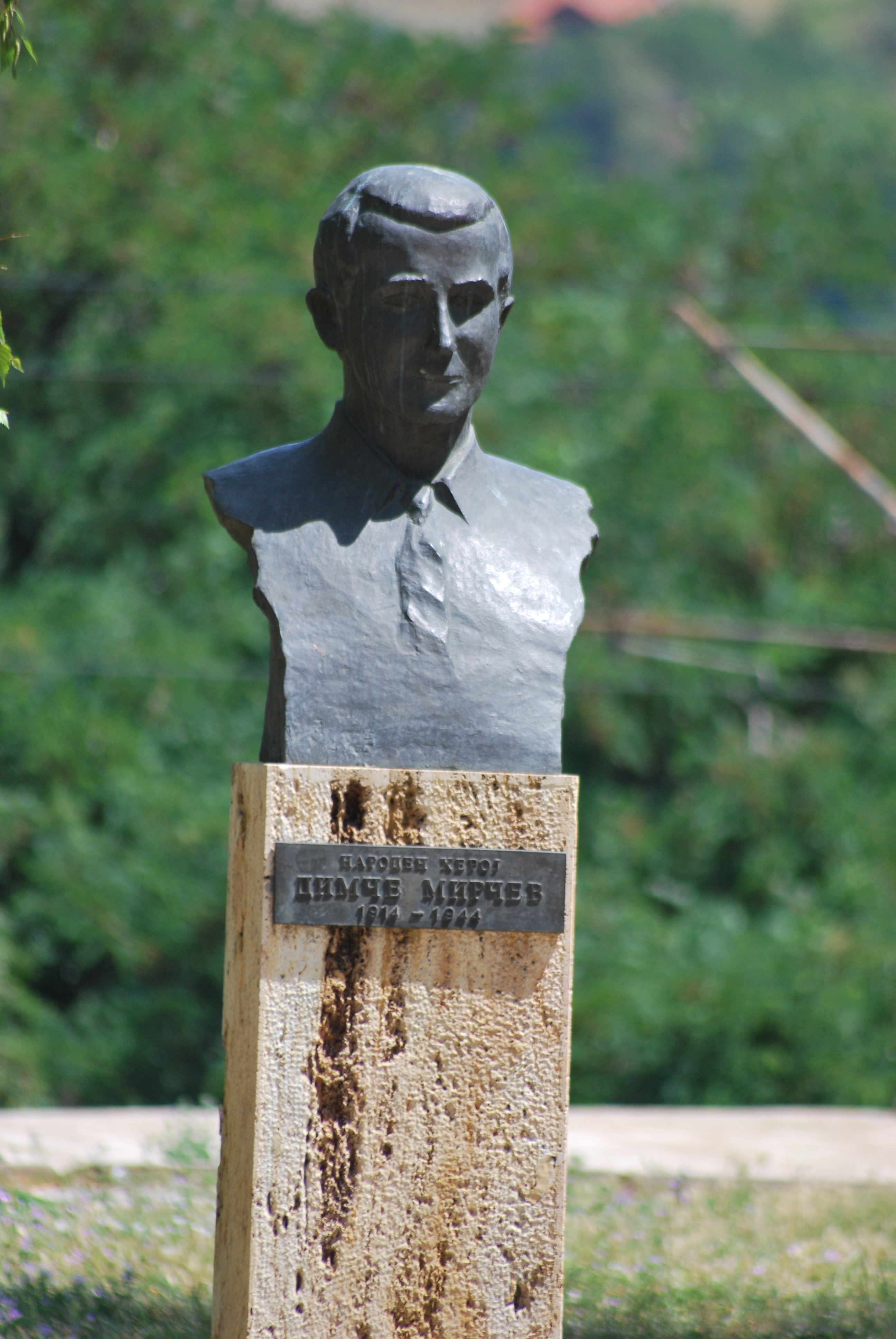
Бюст Димче Мирчева в Велесе

Родился 13 ноября 1914 года в Велесе в бедной семье. До начала Второй мировой войны работал столяром. Член рабочего движения с 1934 года, член Объединённых рабочих синдикатов Югославии. В 1937 году арестован полицией в Велесе как руководитель городского отделения синдикатов, шесть месяцев провёл в тюрьме. Позже уехал в Белград, в 1940 году вернулся в Велес и был принят в КПЮ, позже назначен секретарём местного комитета партии в Велесе. Осенью 1940 года арестован полицией, с группой коммунистов брошен под стражу в тюрьме Прилепа, где находился до вторжения Германии.
На фронте Народно-освободительной войны с 1941 года: занимал должность секретаря местного комитета КПЮ в Велесе, участвовал в организации первого партизанского отряда в Велесе в апреле 1942 года. В сентябре 1942 года покинул город и примкнул к партизанскому отряду имени Димитра Влахова, был заместителем командира. Хотя в последующие месяцы отряд нёс постоянные потери в стычках с отрядами болгарской полиции и антипартизанскими группами, Димче продолжал работу в отряде и помог к весне 1943 года пополнить его личный состав.
В феврале 1944 года по указанию партийного руководства он отправился в Кавадарци, где стал секретарём районного комитета партии. Вместе с Киро Атанасовским, членом Тиквешского областного комитета КПЮ, вёл работу по организации переброски из города 60 человек в расположение 2-й македонской ударной бригады. Вечером 7 апреля 1944 года болгарская полиция окружила дом в восточном районе города, где находились Димче и Киро. На предложение сдаться они открыли огонь по врагам и отстреливались, пока у них были боеприпасы, а вскоре совершили самоубийство, чтобы не попасть в плен.
2 августа 1949 года указом Президиума Народной скупщины ФНРЮ Димче Мирчеву посмертно присвоено звание Народного героя Югославии.